# Agrotis trifurcula
Agrotis trifurcula là một loài bướm đêm trong họ Noctuidae.